# James Gleason
James Gleason (23 de mayo de 1882 – 12 de abril de 1959) fue un actor, guionista y dramaturgo de nacionalidad estadounidense.

## Biografía

### Carrera

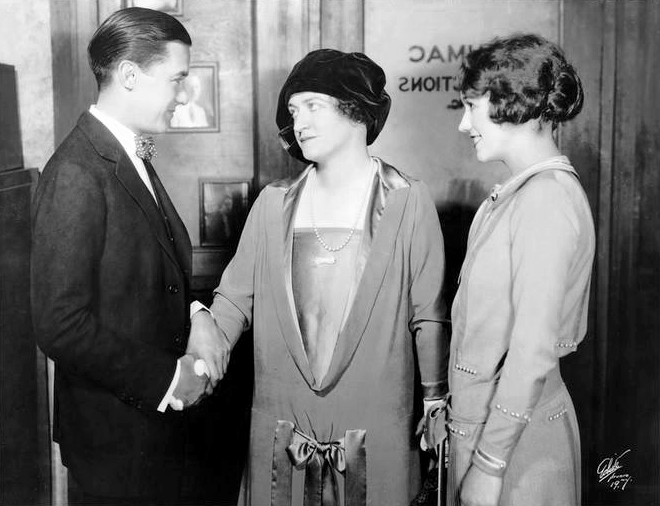
James Gleason dirigió en Broadway la obra de George S. Kaufman The Butter and Egg Man (1925), en la cual actuaba su esposa, Lucile Gleason (centro), junto a Gregory Kelly y Sylvia Field

Su nombre completo era James Austin Gleason, y nació en la ciudad de Nueva York, siendo sus padres Mina Crolius y William L. Gleason. Actor teatral de repertorio, en sus años escolares actuó en obras representadas en el período vacacional. Empezó a ganarse la vida a los 13 años de edad, trabajando como mensajero, aprendiz de imprenta, ayudante de un almacén de productos eléctricos y ascensorista. A los 16 años de edad se alistó en el Ejército de los Estados Unidos, sirviendo durante tres años en Filipinas.
Una vez licenciado inició su carrera en el teatro, al que finalmente se dedicó de manera profesional. Actuó dos años en Londres y, tras su vuelta a los Estados Unidos, empezó a trabajar en el cine escribiendo guiones de comedias. También escribió varias obras teatrales, varias de las cuales se representaron en el circuito de Broadway, donde también actuó, participando en dos de sus propias creaciones. Con el inicio de la Primera Guerra Mundial, Gleason se volvió a alistar en el Ejército, sirviendo hasta el final de la contienda.
Su debut en el cine llegó con Polly of the Follies (1922), cinta protagonizada por Constance Talmadge. Calvo, delgado, con una voz personal, y maestro en interpretar personajes de reacción tardía, Gleason encarnó a personas duras pero de buen corazón, ambientadas habitualmente en la ciudad de Nueva York. Escribió en colaboración La melodía de Broadway, la segunda cinta que obtuvo el Óscar a la mejor película, en la cual tuvo un pequeño papel. También coescribió y actuó brevemente en la cinta de 1934 protagonizada por Janet Gaynor Change of Heart. Actuó en varias películas junto a su esposa, Lucile Gleason. En la cinta The Clock (1945), en la que encarnaba a un lechero que daba lecciones de matrimonio a los personajes interpretados por Judy Garland y Robert Walker, Lucile hacía el papel de su esposa. Ese mismo año fue un barman en A Tree Grows in Brooklyn. En el clásico de Frank Capra Meet John Doe fue un editor cínico y duro. Gleason protagonizó dos películas, siendo el inspector de policía Oscar Piper en seis películas de misterio de Hildegarde Withers en los años 1930, la primera de ellas The Penguin Pool Murder. Otro personaje recurrente fue Joe Higgins en las primeras siete películas de las nueve dedicadas a la Familia Higgins, en las que su esposa y su hijo, Russell Gleason, interpretaban a Lil y Sydney Higgins. Gleason fue nominado al Óscar al mejor actor de reparto por su papel del mánager de boxeo Max "Pop" Corkle en la película de 1941 Here Comes Mr. Jordan.
Gleason también trabajó en otros medios. En 1931 actuó con Robert Armstrong en la sitcom radiofónica Gleason and Armstrong. Entre sus actividades televisivas se incluyen varios episodios de Alfred Hitchcock presenta, el drama legal de Reed Hadley The Public Defender, y la serie de American Broadcasting Company The Real McCoys. En "The Child", episodio navideño emitido en 1957 en la serie de John Payne The Restless Gun, Gleason y Anthony Caruso eran sacerdotes católicos que dirigían un orfanato. Dan Blocker, que iniciaba su carrera, era también artista invitado.
Por su contribución a la industria cinematográfica, a Gleason se le concedió una estrella en el Paseo de la Fama de Hollywood, en el 7038 de Hollywood Boulevard.

### Vida personal
James y Lucile Gleason tuvieron un hijo, el actor Russell Gleason. El 26 de diciembre de 1945, Russell se encontraba en Nueva York esperando ser trasladado a Europa con su regimiento, falleció cuando cayó desde la ventana de un cuarto piso del Hotel Sutton, en el cual el Ejército mantenía a la tropa. Algunos informes decían que la caída fue accidental, mientras otras fuentes afirmaban que se trataba de un suicidio.
Gleason falleció en 1959 en Woodland Hills, California, enfermo de asma. Fue enterrado en el Cementerio de Holy Cross, en Culver City, California.

## Teatro

### Actor
- 1914 : Pretty Mrs. Smith, de Oliver Morosco y Elmer Harris, escenografía de T. Daniel Frawley, Casino Theatre
- 1919 : The five million, de Guy Bolton y Frank Mandel, escenografía de Robert Milton, Lyric Theatre
- 1920 : The charm school, de Alice Duer Miller y Robert Milton, Bijou Theatre
- 1921 : Like a king, de John Hunter Booth, 39th Street Theatre
- 1923 : The deep tangled wildwood, de George S. Kaufman y Marc Connelly, escenografía de Hugh Ford, Frazee Theatre
- 1924 : The lady killer, de Alice Mandel y Frank Mandel, Morosco Theatre
- 1925 : Is zat so ?, de James Gleason y Richard Taber, 39th Street Theatre y Chanin's 46th Street Theatre

### Dramaturgo
- 1925 : Is zat so ?, comedia en tres actos
- 1925 : The fall guy, melodrama en treis actos
- 1927 : The Shannons of Broadway, comedia en tres actos
- 1928 : Rain or shine, comedia musical en dos actos

## Filmografía

### Actor

#### Cine

##### Años 1920
- 1922 : Polly of the follies, de John Emerson
- 1928 : The count of ten, de James Flood
- 1929 : La melodía de Broadway, de Harry Beaumont
- 1929 : Oh, yeah ?, de Tay Garnett
- 1929 : The Shannons of Broadway, de Emmett J. Flynn
- 1929 : Meet the missus, de Arvid E. Gillstrom (cortometraje)
- 1929 : The garden of eatin', de John J. Mescall (cortometraje)
- 1929 : Fairways and foul, de Robert Fellows y John J. Mescall (cortometraje)

##### Años 1930
- 1930 : Puttin' on the ritz, de Edward Sloman
- 1930 : The swellhead, de James Flood
- 1930 : Dumbbells in ermine, de John G. Adolfi
- 1930 : The matrimonial bed, de Michael Curtiz
- 1930 : Her Man, de Tay Garnett
- 1930 : Big money, de Russell Mack
- 1930 : Don't believe it, de William Watson (cortometraje)
- 1931 : Beyond victory, de John S. Robertson y Edward H. Griffith
- 1931 : It's a wise child, de Robert Z. Leonard
- 1931 : A Free Soul, de Clarence Brown
- 1931 : Sweepstakes, de Albert S. Rogell
- 1931 : The big gamble, de Fred Niblo
- 1931 : Suicide fleet, de Albert S. Rogell
- 1931 : Slow poison, de Harry Sweet (cortometraje)
- 1931 : Doomed to win, de George Green (cortometraje)
- 1932 : High hats and low brows, de Harry Sweet (cortometraje)
- 1932 : Rule 'em and weep, de Harry Sweet (cortometraje)
- 1932 : Stealin' home, de Harry Sweet (cortometraje)
- 1932 : Lights Out, de James W. Horne (cortometraje)
- 1932 : Yoo-Hoo, de James W. Horne (cortometraje)
- 1932 : Always kickin', de James Gleason (cortometraje)
- 1932 : A hockey hick, de James Gleason (cortometraje)
- 1932 : Fast companions, de Kurt Neumann
- 1932 : Lady and gent, de Stephen Roberts
- 1932 : Blondie of the follies, de Edmund Goulding
- 1932 : The crooked circle, de H. Bruce Humberstone
- 1932 : The all-american, de Russell Mack y George Stevens
- 1932 : The devil is driving, de H. Bruce Humberstone
- 1932 : The penguin pool murder, de George Archainbaud
- 1931 : Where canaries sing bass, de George Green (cortometraje)
- 1933 : Rock-a-Bye cowboy, de George Stevens (cortometraje)
- 1933 : Alias the professor, de James W. Horne (cortometraje)
- 1933 : Mister Mugg, de James W. Horne (cortometraje)
- 1933 : Gleason's new deal, de James W. Horne (cortometraje)
- 1933 : Pie for two, de James W. Horne (cortometraje)
- 1933 : The billion dollar scandal, de Harry Joe Brown
- 1933 : Clear all wires !, de George William Hill
- 1933 : Hoopla, de Frank Lloyd
- 1934 : Orders is orders, de Walter Forde
- 1934 : The meanest gal in town, de Russel Mack
- 1934 : Search for beauty, de Erle C. Kenton
- 1934 : Change of Heart, de John G. Blystone
- 1934 : Murder on the blackboard, de George Archainbaud
- 1935 : Helldorado, de James Cruze
- 1935 : Murder on a honeymoon, de Lloyd Corrigan
- 1935 : West point of the air, de Richard Rosson
- 1935 : Hot tip, de James Gleason y Ray McCarey
- 1935 : We're only human, de James Flood
- 1936 : Murder on a bridle path, de William Hamilton y Edward Killy
- 1936 : The Ex-Mrs. Bradford, de Stephen Roberts
- 1936 : Yours for the asking, de Alexander Hall
- 1936 : Don't Turn 'em Loose, de Benjamin Stoloff
- 1936 : The big game, de George Nichols Jr. y Edward Killy
- 1936 : The plot thickens, de Ben Holmes
- 1937 : Forty naughty girls, de Edward F. Cline
- 1937 : Manhattan Merry-Go-Round, de Charles Reisner
- 1938 : The Higgins Family, de Gus Meins
- 1938 : Army Girl, de George Nichols Jr.
- 1939 : My wife's relatives, de Gus Meins
- 1939 : Should husbands work ?, de Gus Meins
- 1939 : On your toes, de Ray Enright
- 1939 : The covered trailer, de Gus Meins
- 1939 : Money to burn, de Gus Meins

##### Años 1940
- 1940 : Grandpa Goes to Town, de Gus Meins
- 1940 : Earl of Puddlestone, de Gus Meins
- 1941 : Meet John Doe, de Frank Capra
- 1941 : Affectionately Yours, de Lloyd Bacon
- 1941 : Here Comes Mr. Jordan, de Alexander Hall
- 1941 : Tanks a Million, de Fred Guiol
- 1941 : Nine Lives Are Not Enough, de A. Edward Sutherland
- 1941 : Babes on Broadway, de Busby Berkeley
- 1942 : Hay Foot, de Fred Guiol
- 1942 : A Date with the Falcon, de Irving Reis
- 1942 : My Gal Sal, de Irving Cummings
- 1942 : The Falcon takes over, de Irving Reis
- 1942 : Footlight serenade, de Gregory Ratoff
- 1942 : Tales of Manhattan, de Julien Duvivier
- 1942 : Manila Calling, de Herbert I. Leeds
- 1943 : Crash Dive, de Archie Mayo
- 1943 : Dos en el cielo, de Victor Fleming
- 1944 : Once upon a time, de Alexander Hall
- 1944 : Arsenic and Old Lace, de Frank Capra
- 1944 : Las llaves del Reino, de John M. Stahl
- 1945 : This Man's Navy, de William A. Wellman
- 1945 : Lazos humanos, de Elia Kazan
- 1945 : The Clock, de Vincente Minnelli y Fred Zinnemann
- 1945 : Captain Eddie, de Lloyd Bacon
- 1946 : The Hoodlum Saint, de Norman Taurog
- 1946 : The well-groomed bride, de Sidney Lanfield
- 1946 : Home Sweet Homicide, de Lloyd Bacon
- 1946 : Lady luck, de Edwin L. Marin
- 1947 : The homestretch
- 1947 : Down to Earth, de Alexander Hall
- 1947 : The Bishop's Wife, de Henry Koster
- 1947 : Tycoon, de Richard Wallace
- 1948 : Smart woman, de Edward A. Blatt
- 1948 : The dude goes west, de Kurt Neumann
- 1948 : The return of October, de Joseph H. Lewis
- 1948 : When My Baby Smiles at Me, de Walter Lang
- 1949 : Bad boy, de Kurt Neumann
- 1949 : The Life of Riley, de Irving Brecher
- 1949 : Take one false step, de Chester Erskine
- 1949 : Miss Grant takes Richmond, de Lloyd Bacon

##### Años 1950
- 1950 : Key to the city, de George Sidney
- 1950 : The Yellow Cab Man, de Jack Donohue
- 1950 : Riding high, de Frank Capra
- 1950 : Screen snapshot 2856 : it was only yesterday, de Ralph Staub (cortometraje)
- 1950 : The jackpot, de Walter Lang
- 1950 : Joe Palooka in the squared circle, de Reginald Le Borg
- 1951 : Two gals and a guy, de Alfred E. Green
- 1951 : Joo Palooka in triple cross, de Reginald Le Borg
- 1951 : Come fill the cup, de Gordon Douglas
- 1951 : I'll see you in my dreams, de Michael Curtiz
- 1952 : We're not married!, de Edmund Goulding
- 1952 : The Story of Will Rogers, de Michael Curtiz
- 1952 : What Price Glory, de John Ford
- 1953 : Forever female, de Irving Rapper
- 1954 : De repente, de Lewis Allen
- 1954 : Hollywood thrill-makers, de Bernard B. Ray
- 1955 : La noche del cazador, de Charles Laughton
- 1955 : The girl rush, de Robert Pirosh
- 1956 : Star in the dust, de Charles F. Haas
- 1957 : Spring reunion, de Robert Pirosh
- 1957 : Loving you, de Hal Kanter
- 1958 : Man in the shadow, de Jack Arnold
- 1958 : The female animal, de Harry Keller
- 1958 : Man or gun, de Albert C. Gannaway
- 1958 : Rock-a-Bye Baby, de Frank Tashlin
- 1958 : Once upon a horse..., de Hal Kanter
- 1958 : The Last Hurrah, de John Ford
- 1958 : Money, women and guns, de Richard Bartlett

#### Series televisivas
- 1952 : Crown theatre with Gloria Swanson, episodio Mr. Influence
- 1953 : Racket squad, episodio His brother's keeper
- 1953 : The life of Riley, episodio Riley's family reunion
- 1953 : The Ford television theatre, episodio Sweet talk me, Jackson
- 1954 : Public defender, episode The ring
- 1954 : The Colgate comedy hour, episodio Let's face it
- 1954 : The life of Riley, episodio Destination Brooklyn
- 1955 : The Eddie Cantor comedy theater, episodio The big bargain
- 1955 : The life of Riley, episodio Chicken ranch
- 1955 : The Stu Erwin show, episodio The matchmakers
- 1955 : So this is Hollywood, episodio The old timer
- 1955 : Screen Directors Playhouse, episodio Rookie of the year
- 1955 : Damon Runyon theater, episodio The big umbrella
- 1955 : Damon Runyon theater, episodio Dog about town
- 1956 : Cheyenne, episodio The travelers
- 1956 : The Ford television theatre, episodio Try me for size
- 1956 : Climax !, episodio The fifth weel
- 1956 : The adventures of Ozzie and Harriet, episodio Watching Thorny's house
- 1956 : The Millionaire, episodio The Charles Hartford Simpson story
- 1956 : Alfred Hitchcock presenta, episodio Kill with kindness
- 1957 : Alfred Hitchcock presenta, episodio The end of indian summer
- 1957 : Cavalcade of America, episodio Shark of the mountain
- 1957 : Leave It to Beaver, episodioThe clubhouse
- 1957 : The restless gun, episodio The child
- 1958 : The real McCoys, episodio The matchmaker
- 1958 : Playhouse 90, episodio No time at all

### Director
- 1932 : Off his base (cortometraje)
- 1932 : Always kickin' (cortometraje)
- 1932 : A hockey hick (cortometraje)
- 1935 : Hot tip

### Productor
- 1932 : Off his base (cortometraje)

### Guionista
- 1927 : Is zat so ?, de Alfred E. Green
- 1929 : La melodía de Broadway, de Harry Beaumont
- 1929 : The Flying Fool, de Tay Garnett
- 1929 : High Voltage, de Howard Higgin
- 1929 : Oh, yeah ?, de Tay Garnett
- 1929 : The Shannons of Broadway, de Emmett J. Flynn
- 1929 : His First Command, de Gregory La Cava
- 1929 : The garden of eatin', de John J. Mescall (cortometraje)
- 1930 : Puttin' on the Ritz, de Edward Slowman
- 1930 : The Swellhead, de James Flood
- 1930 : Mammy, de Michael Curtiz
- 1930 : Dumbbells in ermine, de John G. Adolfi
- 1930 : The fall guy, de Leslie Pearce
- 1930 : Rain or Shine, de Frank Capra
- 1930 : What a widow !, de Allan Dwan, Dudley Murphy y James Seymour
- 1930 : Don't Believe It, de William Watson (cortometraje)
- 1931 : Doomed to Win, de George Green (cortometraje)
- 1931 : Three Hollywood girls, de Roscoe Arbuckle (cortometraje)
- 1931 : Beyond Victory, de John S. Robertson y Edward H. Griffith
- 1933 : The Bowery, de Raoul Walsh
- 1934 : Orders Is Orders, de Walter Forde
- 1934 : Change of heart, de John G. Blystone
- 1934 : The world moves on, de John Ford
- 1934 : Servant's entrance, de Frank Lloyd
- 1935 : Murder in the fleet, de Edward Sedgwick
- 1935 : Two fisted, de James Cruze
- 1936 : Song and dance man, de Allan Dwan
- 1938 : Goodbye Broadway, de Ray McCarey

## Premios y distinciones
Premios Óscar
| Año  | Categoría              | Película              | Resultado |
| ---- | ---------------------- | --------------------- | --------- |
| 1942 | Mejor actor de reparto | Here Comes Mr. Jordan | Nominado  |